# アンナ・クロミイ

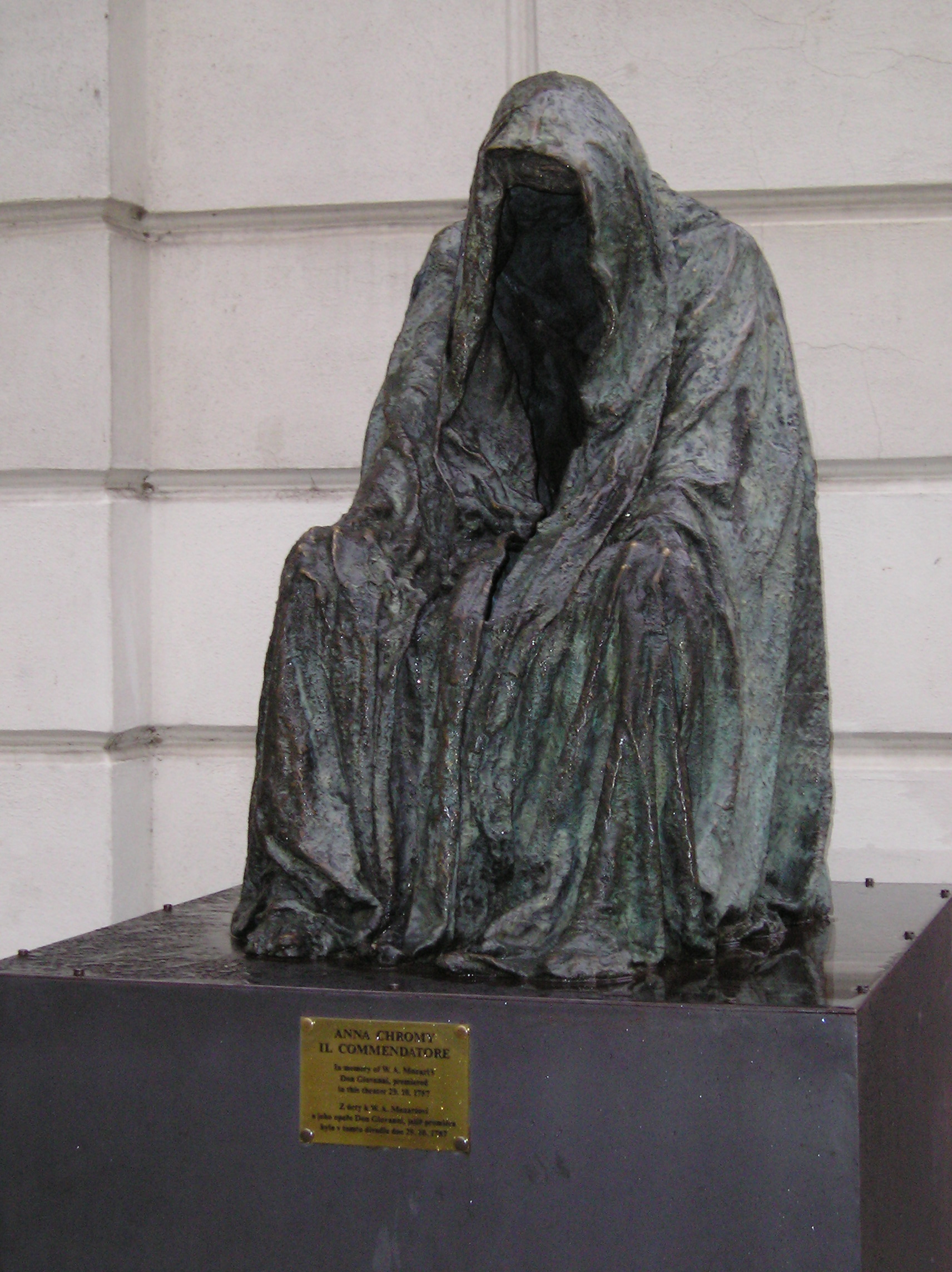
「騎士長」

アンナ・クロミイ（英: Anna Chromy、1940年7月18日 - 2021年9月18日 ）は、画家、彫刻家。チェコ共和国ボヘミアのチェスキー・クルムロフに生まれ、オーストリアに育ち、フランスで暮らしイタリアで創作活動を行なっている。彼女は典型的なヨーロッパ人とも言われる。

## 生涯
第二次世界大戦の終わりに、彼女の家族はボヘミアからオーストリアのウィーンへ移ってきた。彼らは彼女を美術学校へ通わせるだけの充分な財産が無く、結婚してパリへ移ってからようやく彼女は美術を学ぶことができた。彼女はエコール・デ・ボザールで教育を受けた。ここで彼女はサルバドール・ダリらシュルレアリスムへの関心に目覚め、またターナーが用いたようなやわらかい色彩を作品に使うようになった。
1990年代の初めからは、ブロンズや大理石を使った彫刻へ創作の軸足を移した。

## アトリエ
彼女はピエトラサンタとトスカーナにアトリエを持ち、そこにはブロンズの鋳造場（Fonderia Artistica Mariani と Massimo Del Chiaro）がある。大理石の彫刻はピエトラサンタのアトリエで制作している。カッラーラでは Studio Michelangelo of Franko Barattini で彫刻を制作している。

## 「良心」の連作

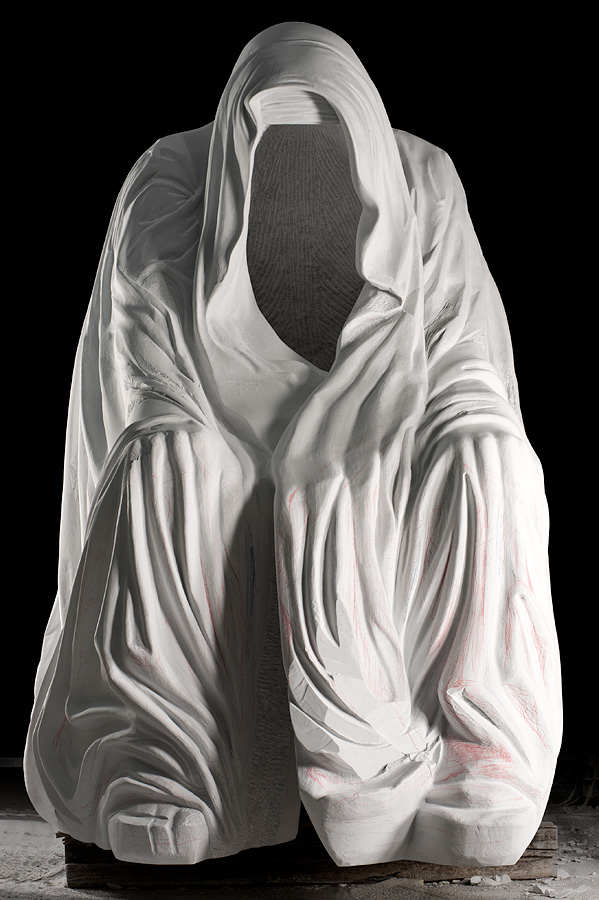
高さ15フィートの「良心のコート」
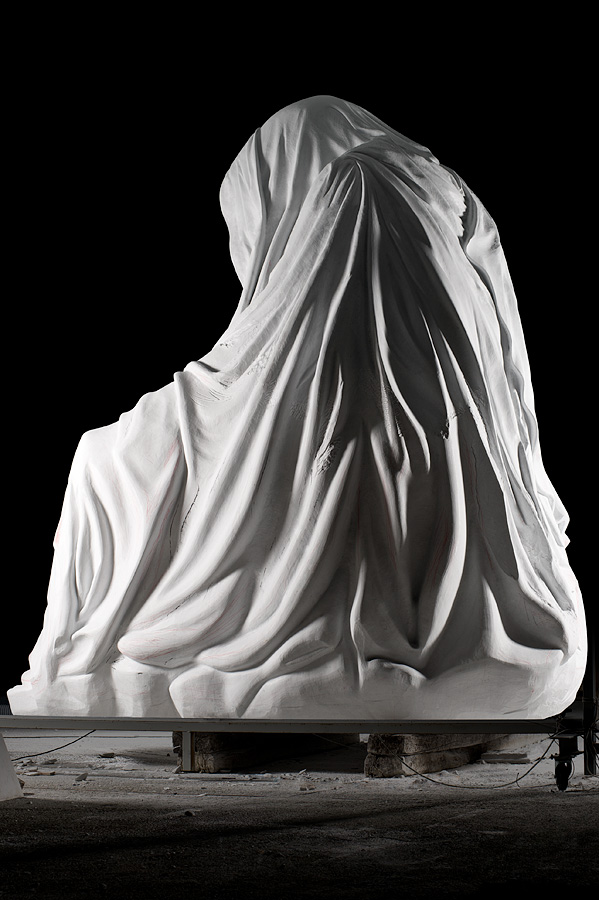
重さ70トンの「良心のコート」
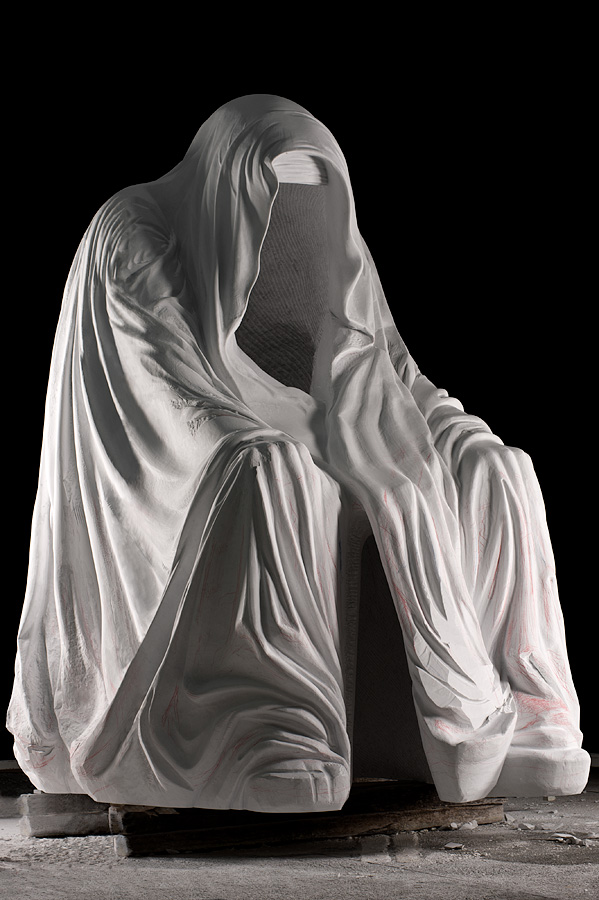
鑑賞者は内側を歩き回ることができる。
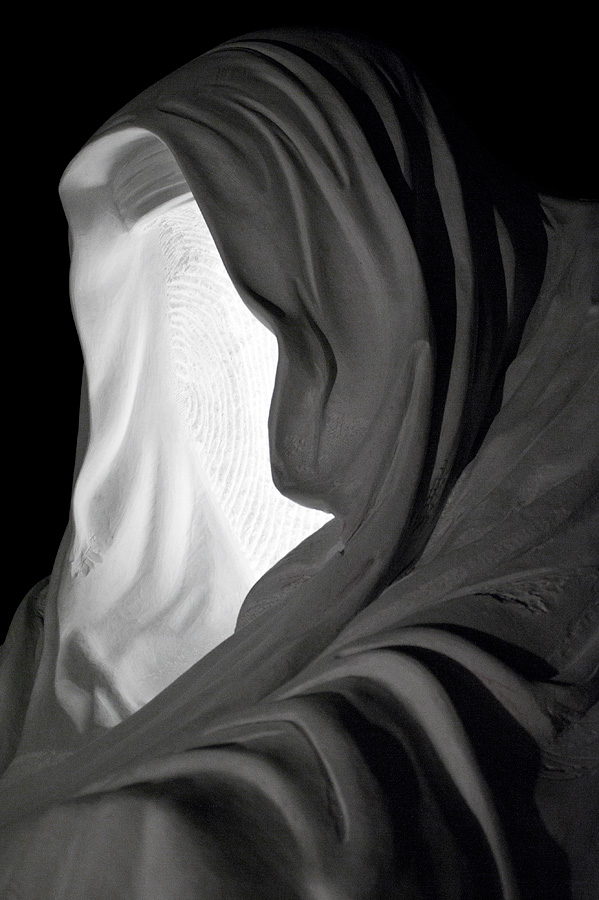
「良心のコート」のアップ

クロミイの最も有名な作品は「良心のコート」、「ピエタ」、あるいは「騎士長」 (en:Commendatore) として知られる空っぽのコートであり、これらはオーストリアのザルツブルクにある大聖堂 (Salzburg Cathedral) 、プラハのエステート劇場、アテネの国立考古学博物館などで見られる。
現在、クロミイはカッラーラにあるミケランジェロ洞窟内で200トンの白い大理石のブロックを彫り刻んで「コート」を高さ4メートル以上の礼拝堂に仕立てる作業をしている。
その他の重要な作品には、上海の新しい図書館の前に置かれた「オリンピック精神」、ヨーロッパの各施設に置かれた「ヨーロッパ」があり、後者は古代神話の現代的な再解釈である。
2009年には作品「黄金のオリーブ」が、モナコ大公アルベール2世からノーベル平和賞受賞者エリ・ヴィーゼルへ贈られた。
2008年には Conscience Institute の創立を記念して、ローマのサン・ピエトロ大聖堂で「良心のコート」のモデルが彼女から教皇ベネディクト16世に贈られた。
クロミイは音楽（特にオペラ）、古典舞踊、古代神話から作品の着想を得ている。
彼女の絵には、ファンタスティック・リアリズムや他の中欧の芸術家たちへのオマージュが見られる。
彼女の色彩、それは時に彫刻にも使われるが、それはターナー風の繊細なタッチをもちあわせている。

## 展覧会
- 「ドン・ジョヴァンニとブロンズの音色」 - 2000年、プラハ
- 「オルフェウスの歌」 - 2004年、ピエトラサンタ（イタリア）
- 「ヨーロッパ」 - 2005年、ヴァンドーム広場（パリ）
- 「神話再訪」 - 2007年、国立考古学博物館（アテネ）
- 「東洋の夢」 - 2009年、北京

## 絵画

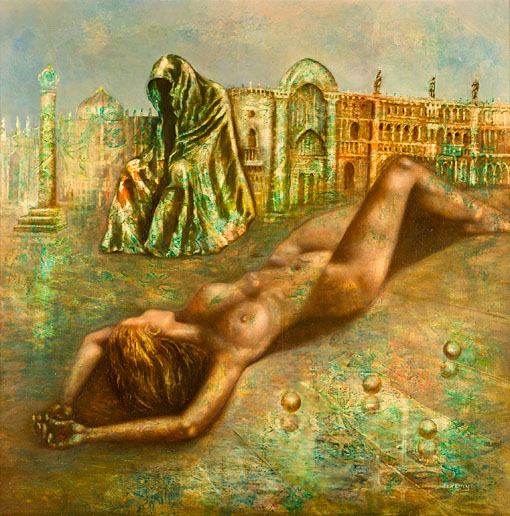
「生きるべきか、死ぬべきか」 (1982) 100cm x 100cm
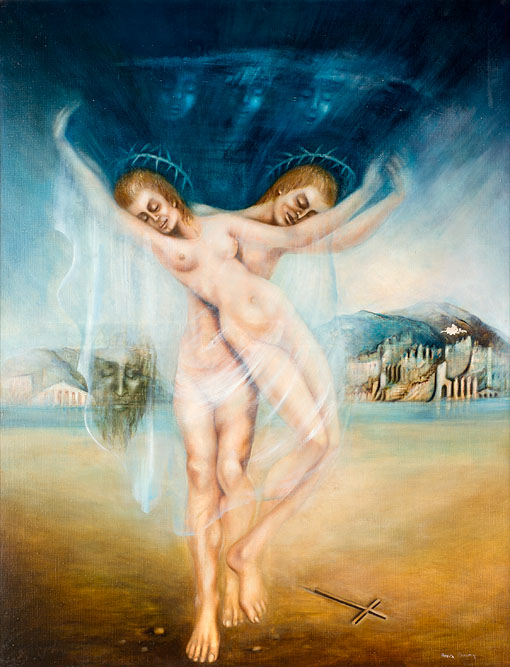
「不滅の愛」 (1979) 90cm x 115cm
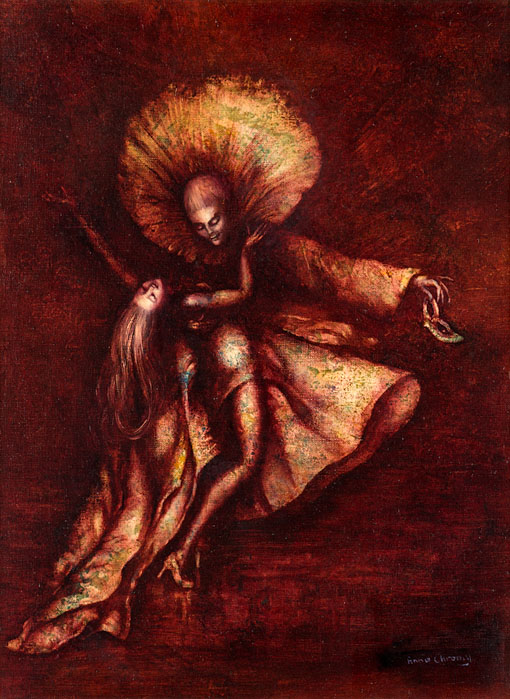
「ベニスの舞踏会」 (1979) 45cm x 60cm
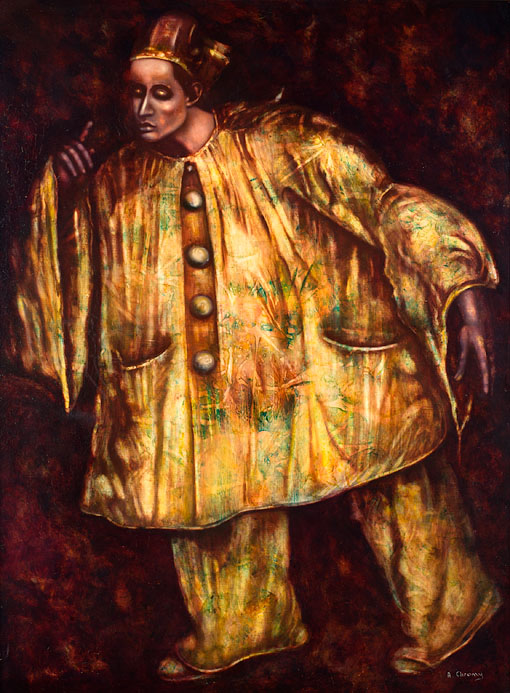
「道化師」 (1979) 95cm x 130cm

## 屋外彫刻

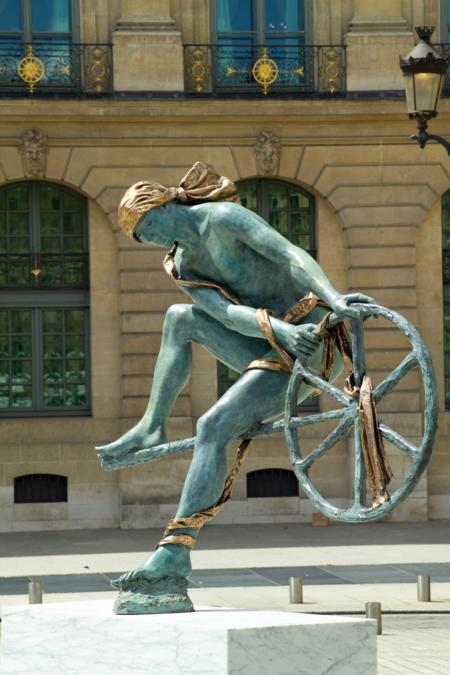
「ユリシーズ」 (2000) 200cm
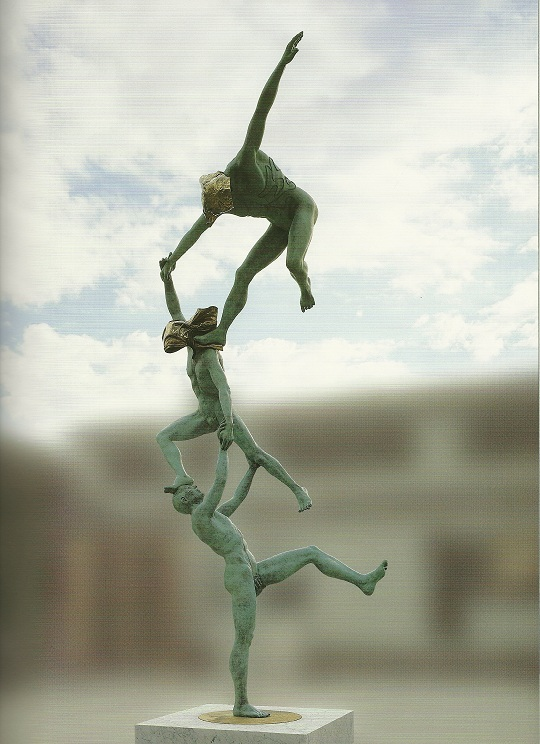
「オリンピック精神」 (2004) 580cm